# Gajówka Dobiec
Gajówka Dobiec – osada leśna w Polsce położona w województwie mazowieckim, w powiecie zwoleńskim, w gminie Kazanów.
W latach 1975–1998 miejscowość należała administracyjnie do województwa radomskiego.